# ラーツェン
ラーツェン (ドイツ語: Laatzen, ドイツ語発音: [ˈlaːts̩͜n] ( 音声ファイル)) は、ドイツ連邦共和国ニーダーザクセン州ハノーファー広域連合に属す市である。本市は州都ハノーファーの南に位置している。

## 地理

### 位置
ラーツェンはライネ川沿いに位置している。この川はライネマッシュ（ライネ川の湖沼地）とともに市域の西の境界をなしている。北に位置する州都ハノーファーに住宅地が切れ目なくつながっている。ラーツェンは東はクロンスベルクとボックマーホルツ（ハノーファー近郊最大の森）と接している。

### 市の構成
| ラーツェンは以下の市区から構成されている。 - アルト＝ラーツェン - グラスドルフ - ラーツェン＝ミッテ - レーテン - グライディンゲン - インゲルン＝エッセルゼ |

### 隣接する市町村
ラーツェン市は、北はハノーファー、北東はゼーンデ、南東はアルガーミッセン（ヒルデスハイム郡）、南はザールシュテット（ヒルデスハイム郡）、南西はパッテンゼン、北西はヘンミンゲンと境を接している。

### 自然保護区
かつての「アルテ・ライネ」自然保護区（2021年に「ハノーファーとルーテとの間のライネアウエ」自然保護区に拡張された）は、ライネ川の西側で、半分はラーツェンの市域（アルト＝ラーツェンおよびグラスドルフ）に、残りの半分はヘンミンゲン（レーテン付近）とパッテンゼンに1/4ずつ属している。「ルーテとコルディンゲンとの間のライネアウエ」自然保護区はその1/4がラーツェンの市域（グライディンゲン近郊）である。これらは、大部分がハノーファーとルーテとの間のライネ動植物棲息地に属している。動植物棲息地は上述の自然保護区とは異なり、ライネ川沿いのほぼ全域に広がっている。連邦アウトバーン A7号線の東で FFH-地区「ボックマーホルツ、ガイム」のごく僅かな部分がラーツェンの市域にかかっている。メッセ会場の南、メッセシュネルヴェーク沿いに「マストブルーヒャー・ホルツ」景観保護区がある。マストブルーヒャー・ホルツは、ゼーンデのボックマーホルツと同様、憩いの森であり、かつては森林放牧地であった。ここは種の多様なヨーロッパナラ＝セイヨウシデの森であり、湿った土地ではハンノキ＝ブナの森へ、乾いた土地では新鮮なブナの混交林への移行部が見られる。マストブルーヒャー・ホルツには、この他に、墳墓も存在している。これ以外の景観保護区は既述の自然保護区やFFH-地区を囲んでいるか、重なっているかしている。南部のグライディンゲン近郊の連邦道B6号線沿いに保護されている景観要素の「トンクーレとジュートヴィーゼ」がある。

## 歴史

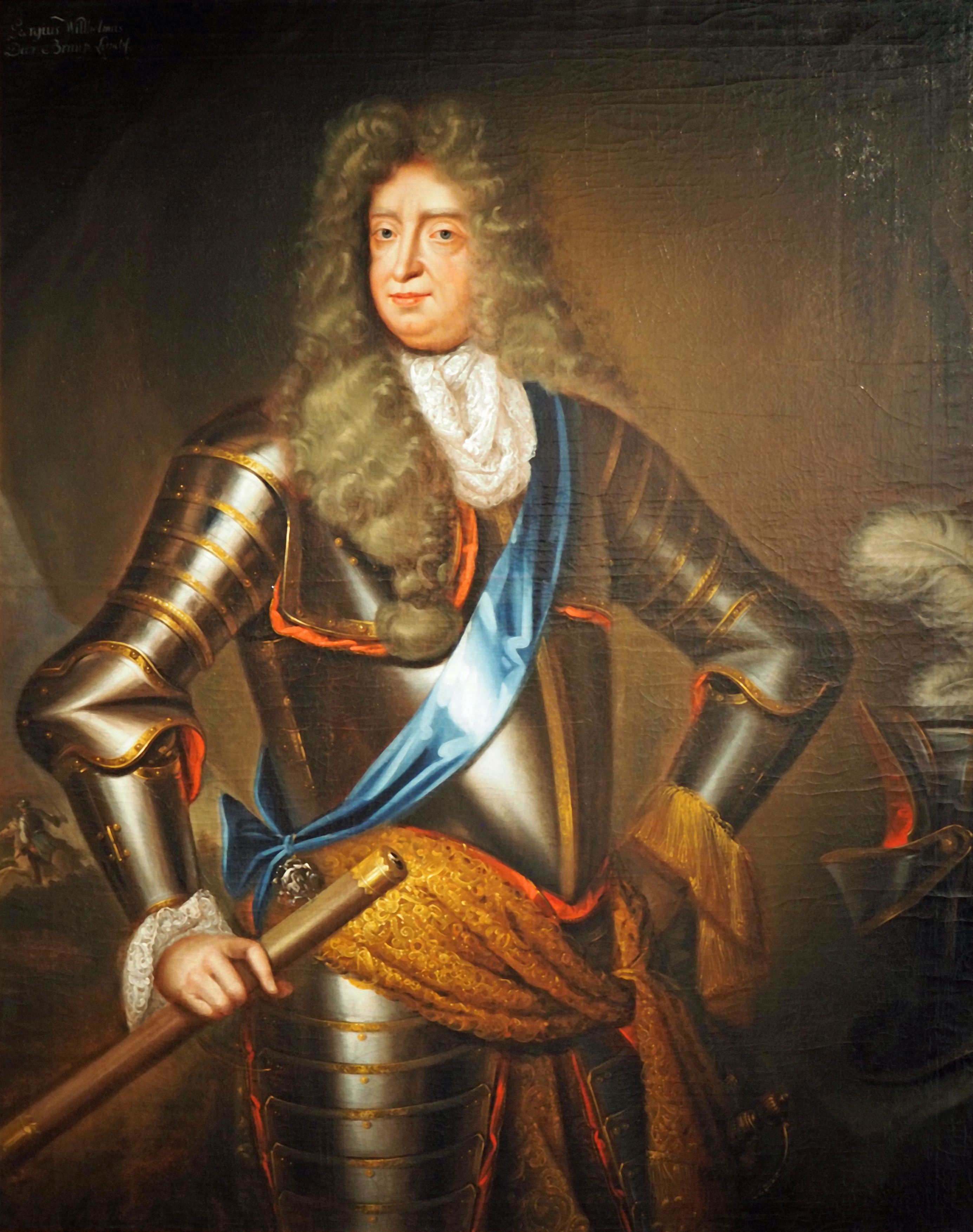
ブラウンシュヴァイク＝リューネブルク公ゲオルク・ヴィルヘルム

ラーツェンは1259年に初めて文献に記録されている。地名は、この集落最大の地主で土着のLathusen家に由来する。生徒が学ぶ郷土の伝承は、800年頃にライネ川の河畔に定住した農耕一族あるいはジッペの Lathen について語られたものである。
14世紀前半に Lathusen家は徐々にマリエンローデ修道院に権利を売却してゆき、1580年までにこの修道院が正式に土地の所有者となった。
1671年6月22日、ブラウンシュヴァイク＝リューネブルク公ゲオルク・ヴィルヘルムは、ブラウンシュヴァイク＝カレンベルク侯ヨハン・フリードリヒに対して、ブラウンシュヴァイク市獲得に対する協力の謝礼として、ラーツェン、ヴュルフェル、デーレンの3村を贈った。この日以降、ラーツェンはクライネス・フライエに属している。クライネス・フライエの住民は特別な権利を有していた。彼らはその森で猟をすることを許されていたが、アムト・コルディンゲン支配下の独立した中隊としてカレンベルク侯に仕えなければならなかった。

### 市町村合併
都市ディレクターであるエーリヒ・パニッツの下でラーツェンは拡張した。1964年1月1日にグラスドルフとラーツェンが新しい自治体ラーツェンとして合併し、1968年6月21日に都市権を獲得した。1974年3月1日のニーダーザクセン州の地域再編により、グライディンゲン、インゲルン、エッセルゼ、レーテン/ライネがラーツェン市に合併した。1981年1月1日に、当時人口100人ほどであったハノーファー市の一部がラーツェンに合併した。2004年12月31日までラーツェンは当時のハノーファー行政管区に属していたが、これは他のニーダーザクセン州の行政管区と同様に廃止された。

### 人口推移

ラーツェンの人口推移

## 住民

### 宗教
ハノーファー広域連合では宗教改革以来プロテスタントが主流である。

#### 宗教統計
2018年6月30日現在、住民の 31.7 % が福音主義＝ルター派、13.6 % がローマ＝カトリックの信者である。55.3 % が他の信仰あるいは宗教団体に属しているか無宗教である。

#### キリスト教
福音主義＝ルター派のラーツェン＝シュプリンゲ教会クライスは、パッテンゼンに本部を置いている。この教会クライスはハノーファー福音ルター派州教会に属している。ラーツェンではアルト＝ラーツェンのインマヌエル教会、グライディンゲンの聖ゲルトルーデン教会、グラスドルフの聖マリエン教会、ラーツェン＝ミッテのトーマス教会の教団センター「ディー・アルヒェ」、レーテンの聖ペトリ教会がこの教会クライスに属している。エッセルゼの聖ニコライ教会はヒルデスハイム＝ザールシュテット教会クライスのザールシュテット＝ラント十二使徒教会地区に属している。
ラーツェンは、カトリックのヒルデスハイム司教区聖オリヴァー教区の本部所在地である。この教区には、ラーツェン＝ミッテの聖オリヴァー教会、アルト＝ラーツェンの聖マチルデ教会、グライディンゲンの聖ヨーゼフ教会が属している。聖マチルデ教会は1938年に建設され、第二次世界大戦中1943年9月22日、1944年4月11日、1945年3月14日の空爆によって酷く損傷した。
マケドニア正教会の宗教施設「Sveti Spas」は、キーフェルンヴェークのトーマス教会のかつての教会交流センター内に2012年に完成した。
この他にラーツェンには3つの自由教会が存在する。福音主義＝ルター派トーマス教会の施設内にあるロシア語話者兄弟団、2011年に創設されたクリストゥス＝ゲマインデ・ラーツェン e.V.、インターナツィオナーレン・クリステンゲマインデである。

#### その他の宗教
1938年までグライディンゲン地区にはシナゴーグがあったが、1938年11月9日（水晶の夜）に破壊された。ユダヤ人墓地はグライディンゲンの村外れに現存している。イスラム教組織 Millî Görüş のモスクが2010年からグラスドルフに存在する。

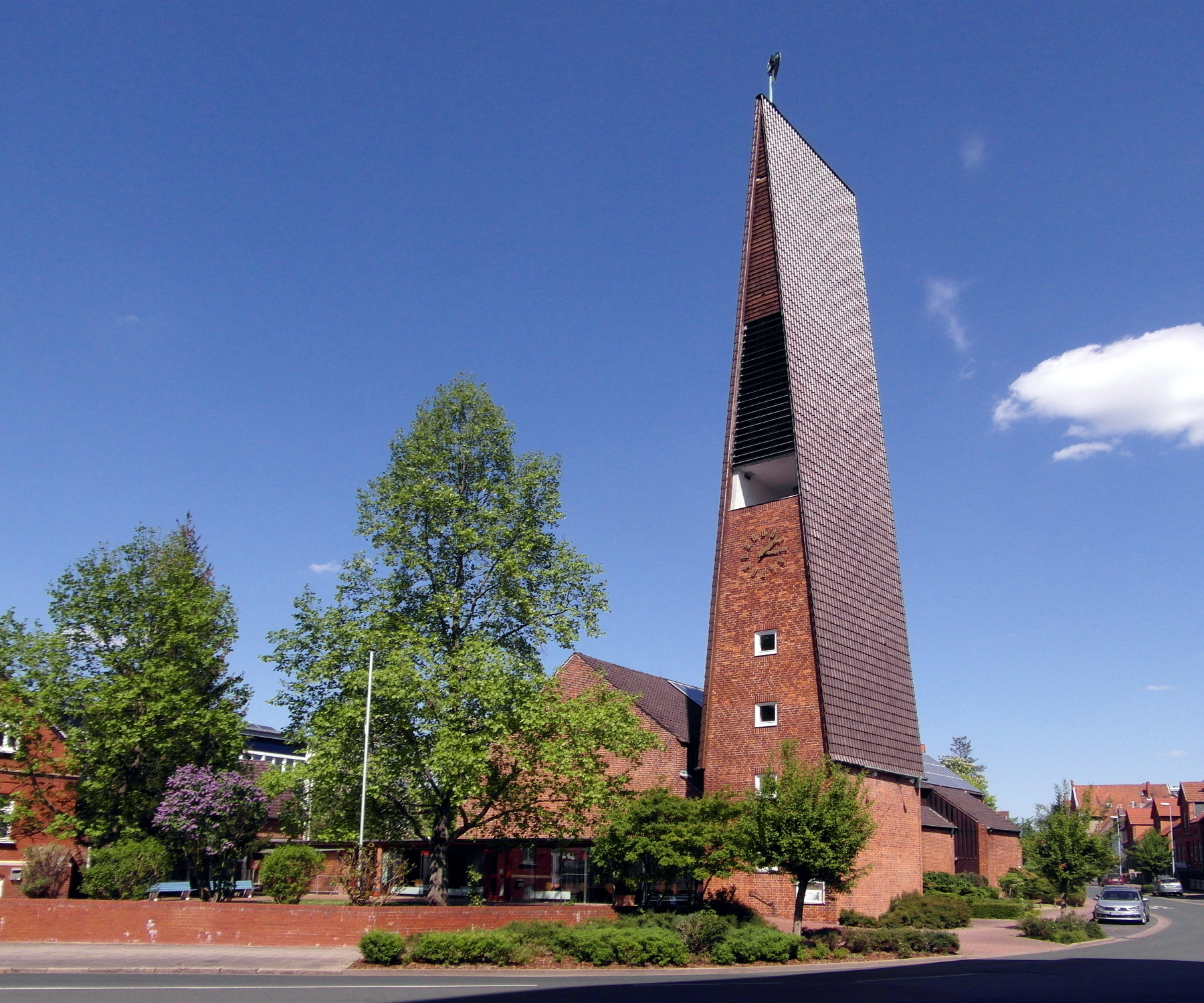
アルト＝ラーツェンのインマヌエル教会
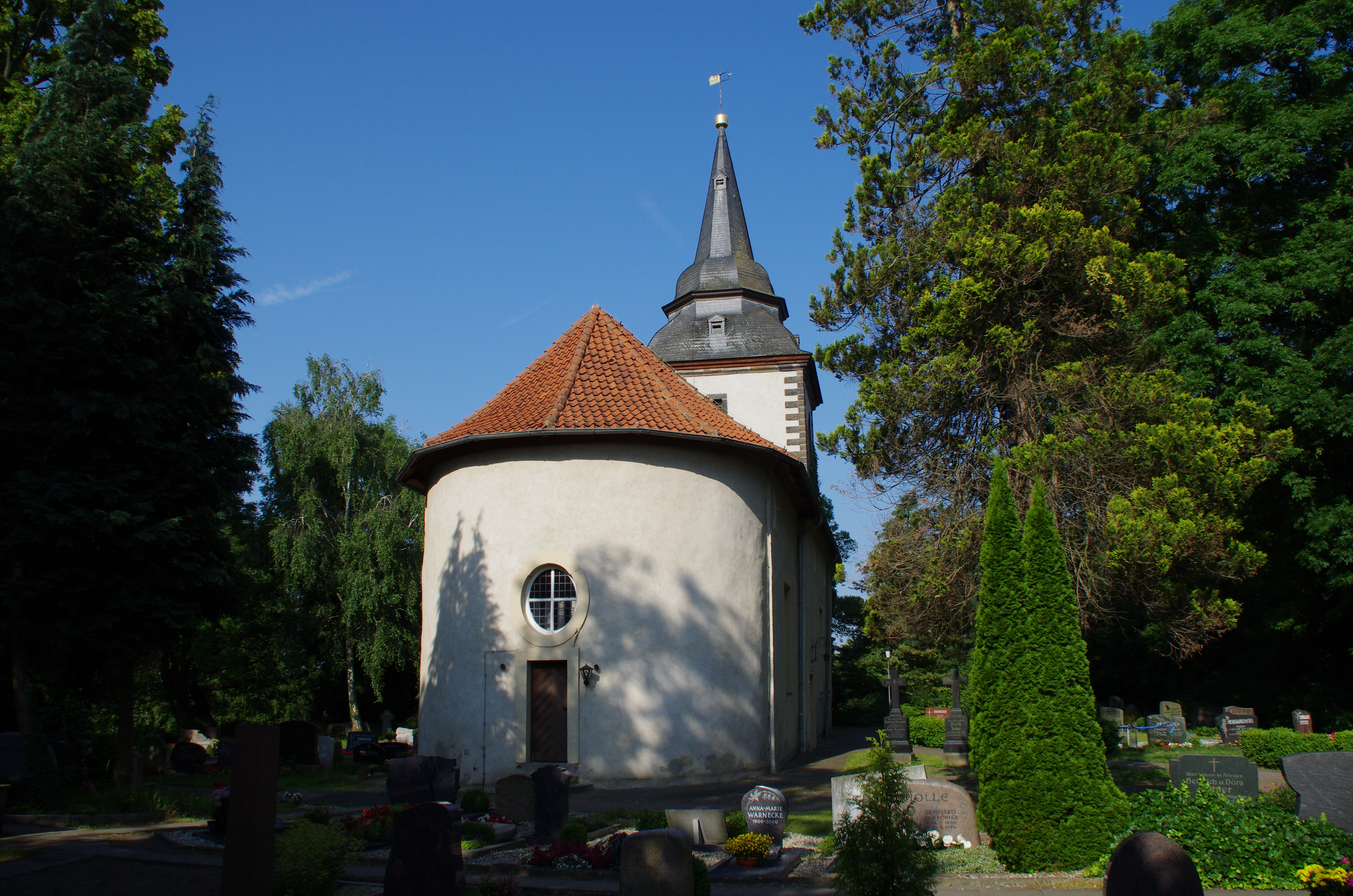
グライディンゲンの聖ゲルトルーデン教会
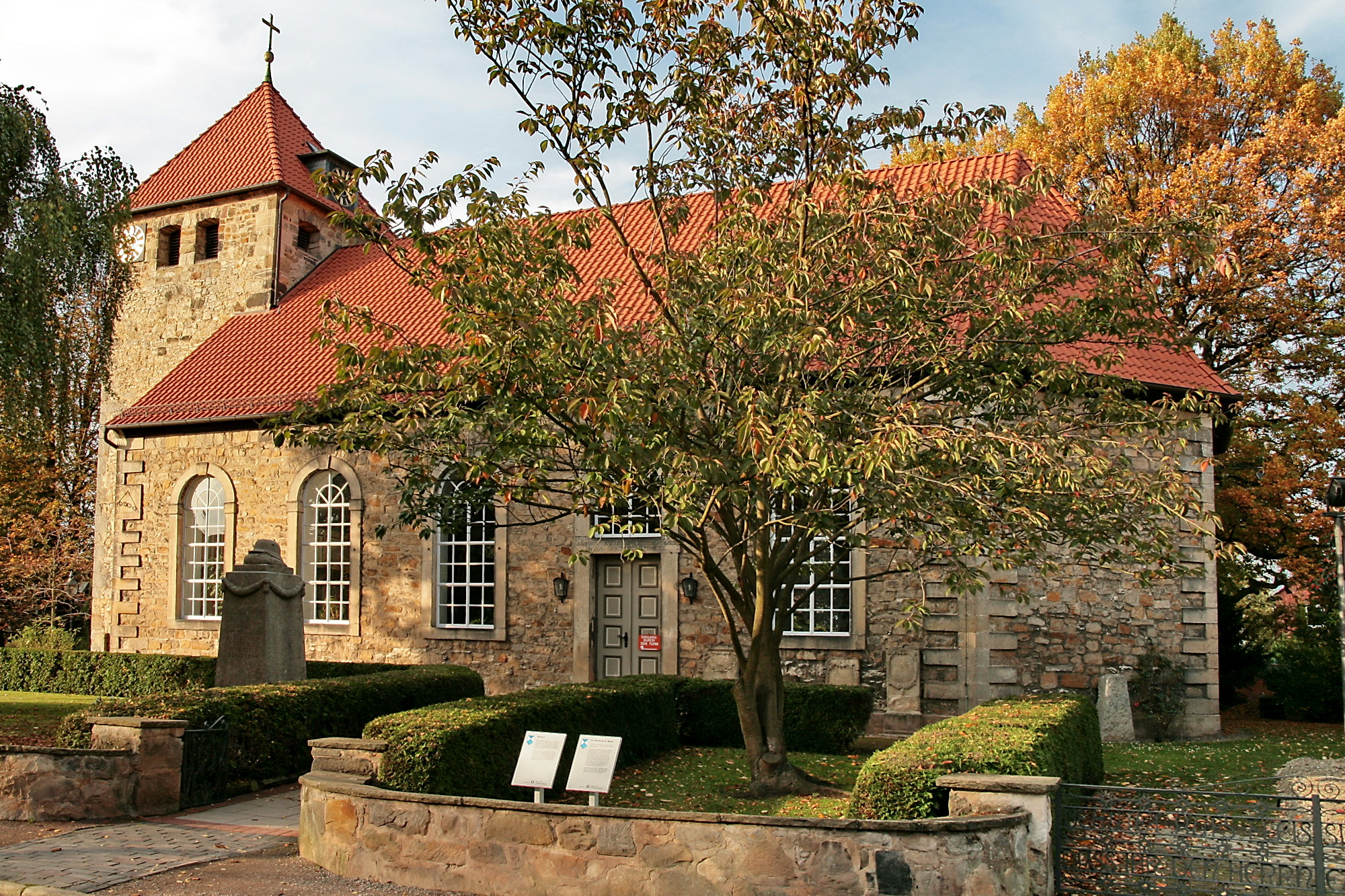
グラスドルフの聖マリエン教会
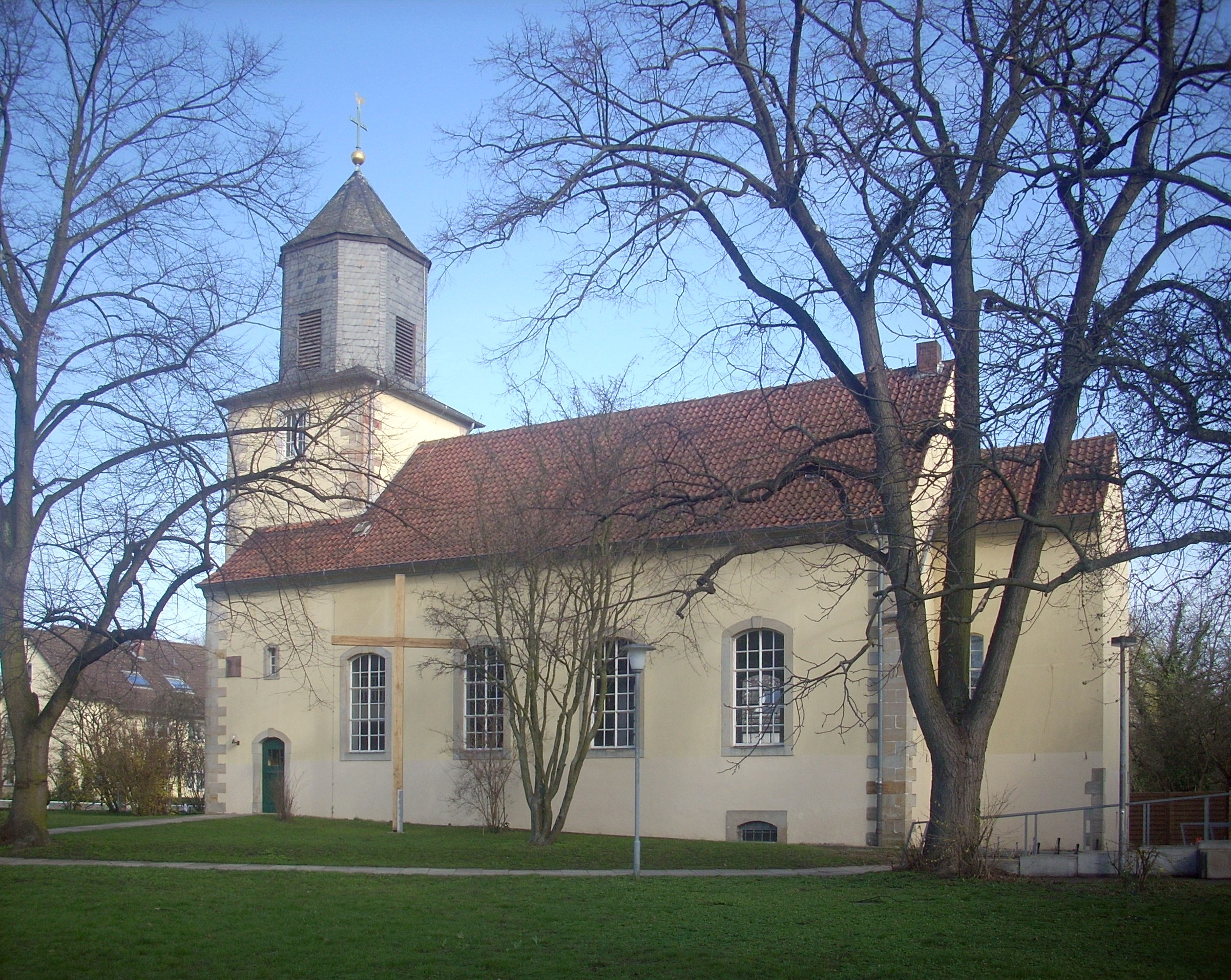
レーテンの聖ペトリ教会
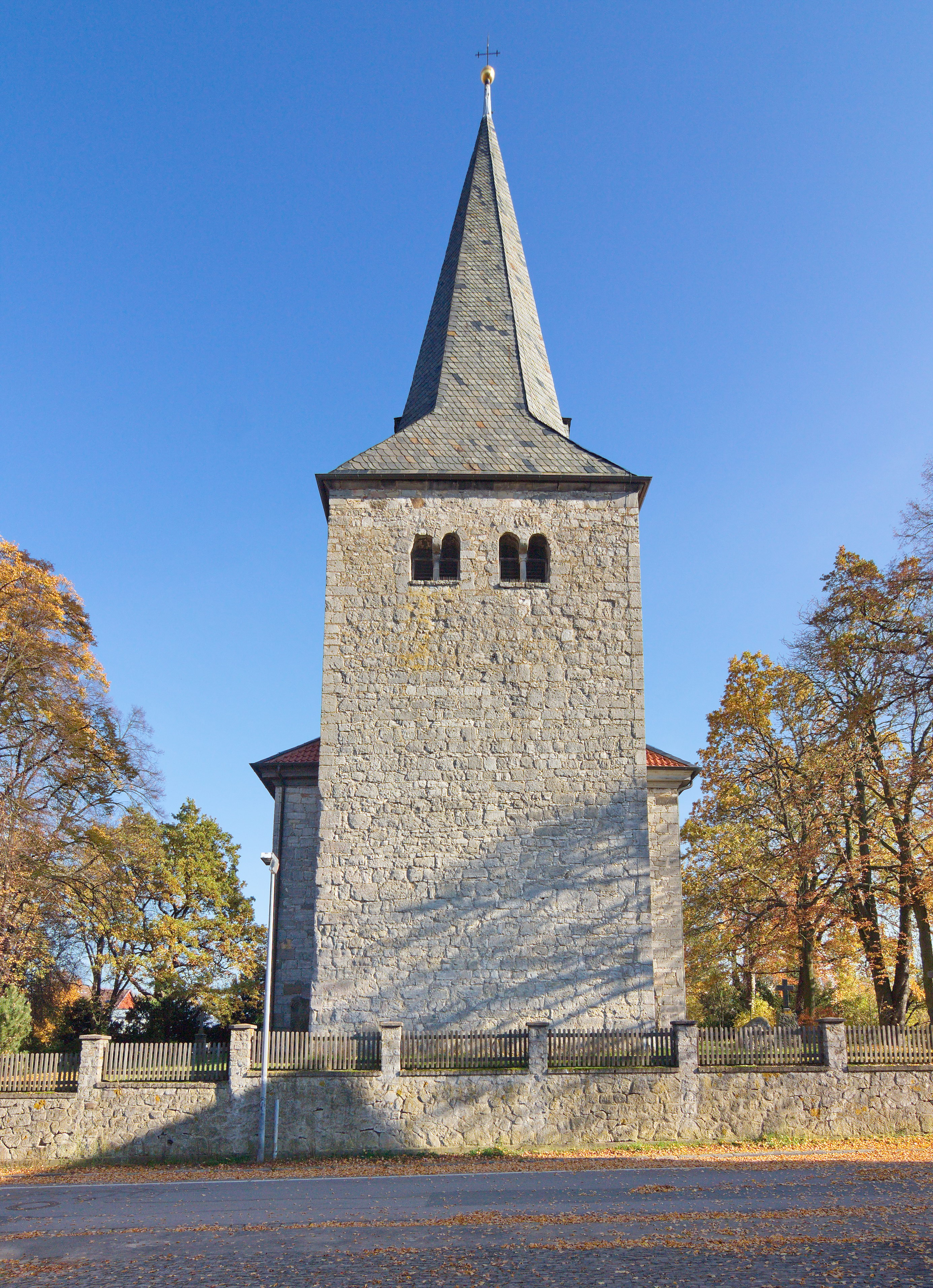
エッセルゼの聖ニコライ教会
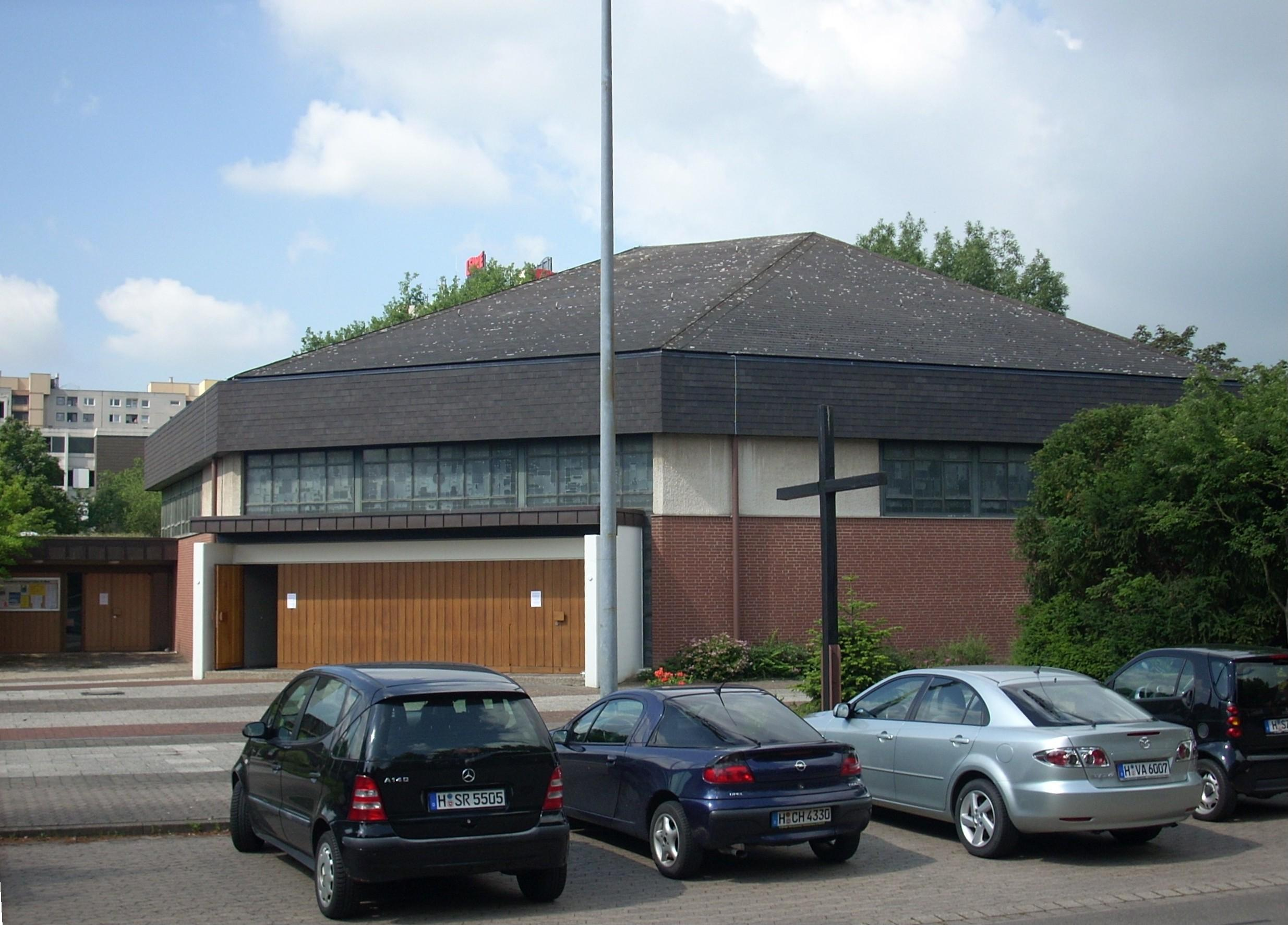
ラーツェンの聖オリヴァー教会
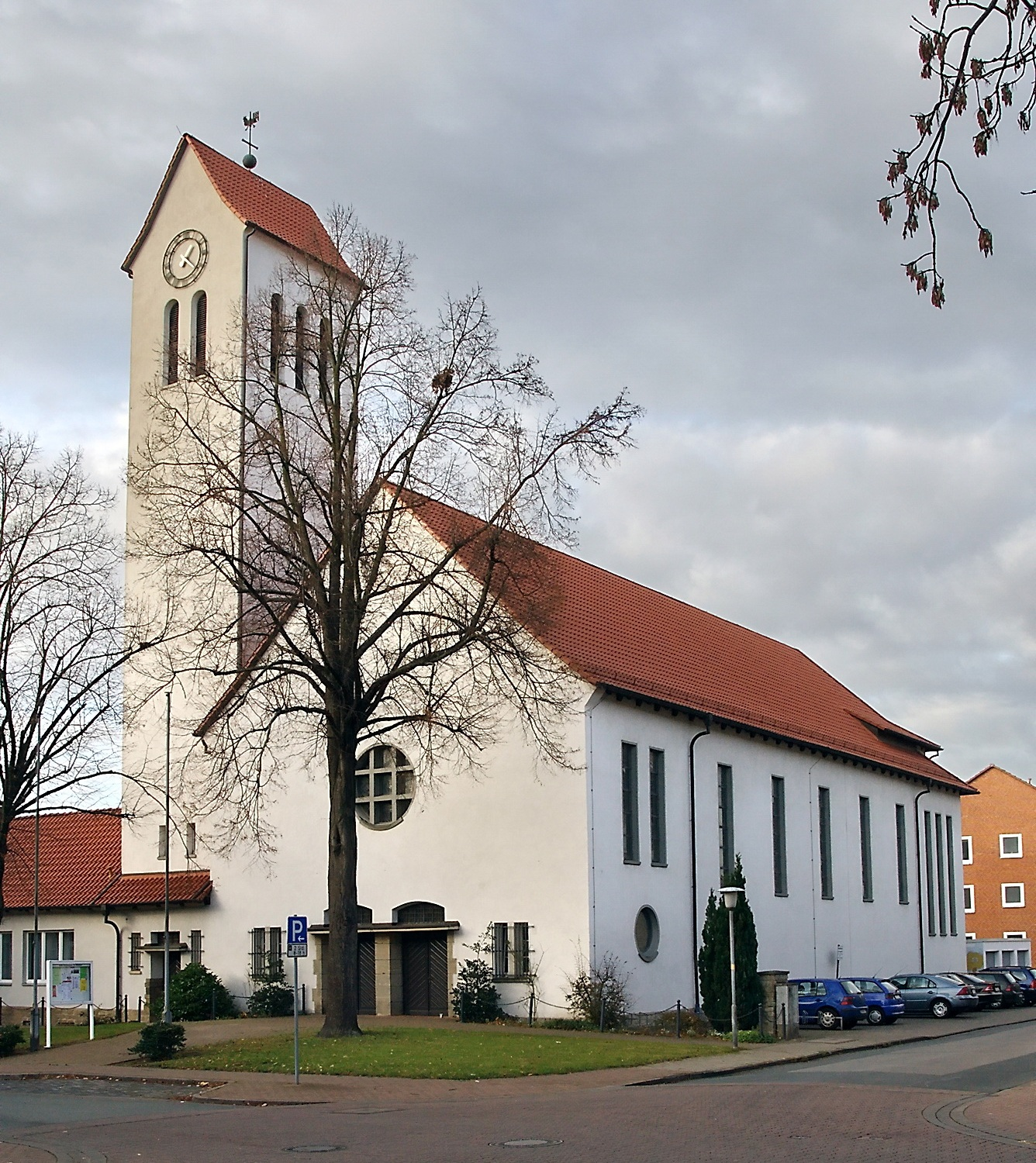
アルト＝ラーツェンの聖マチルデ教会
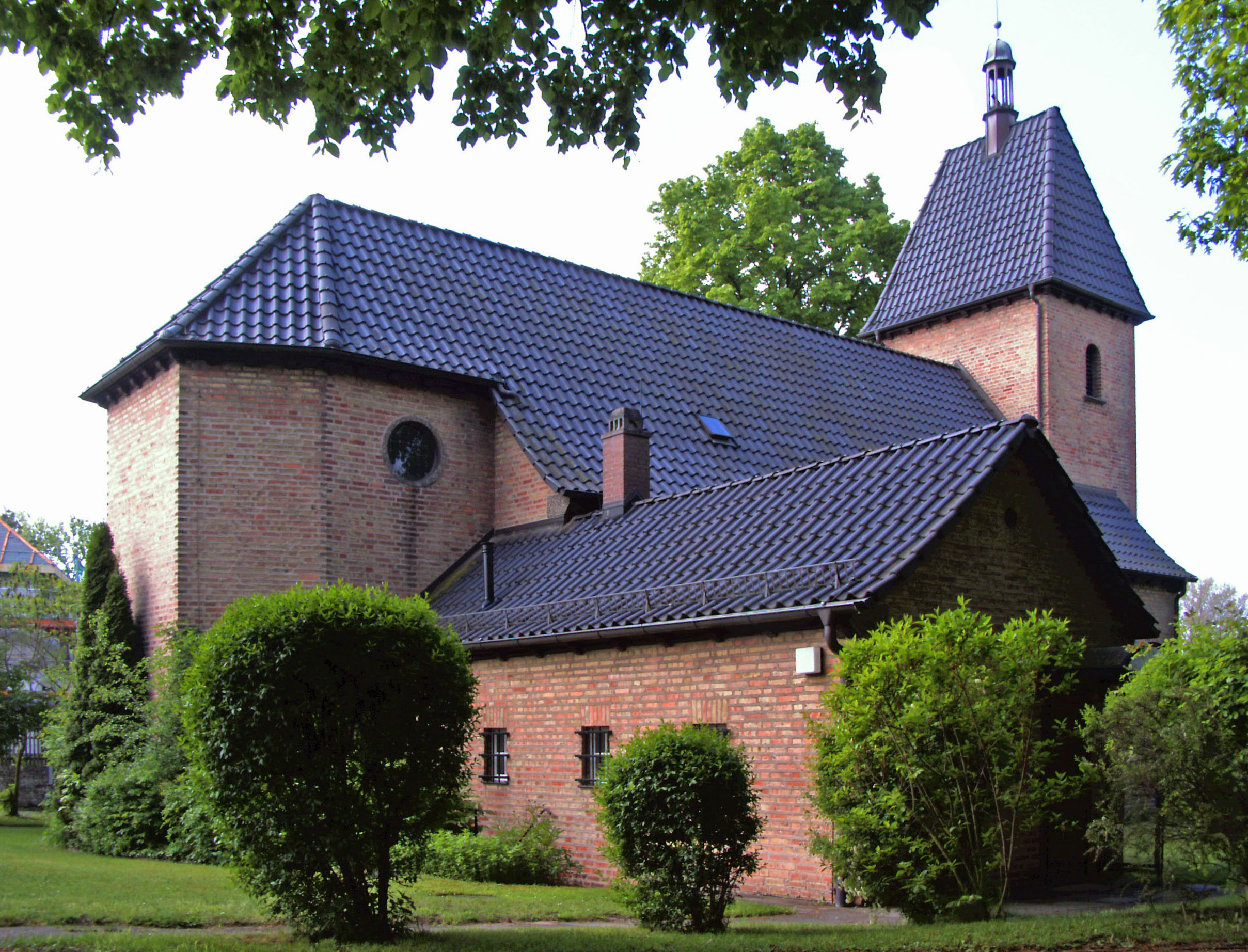
グライディンゲンの聖ヨーゼフ教会
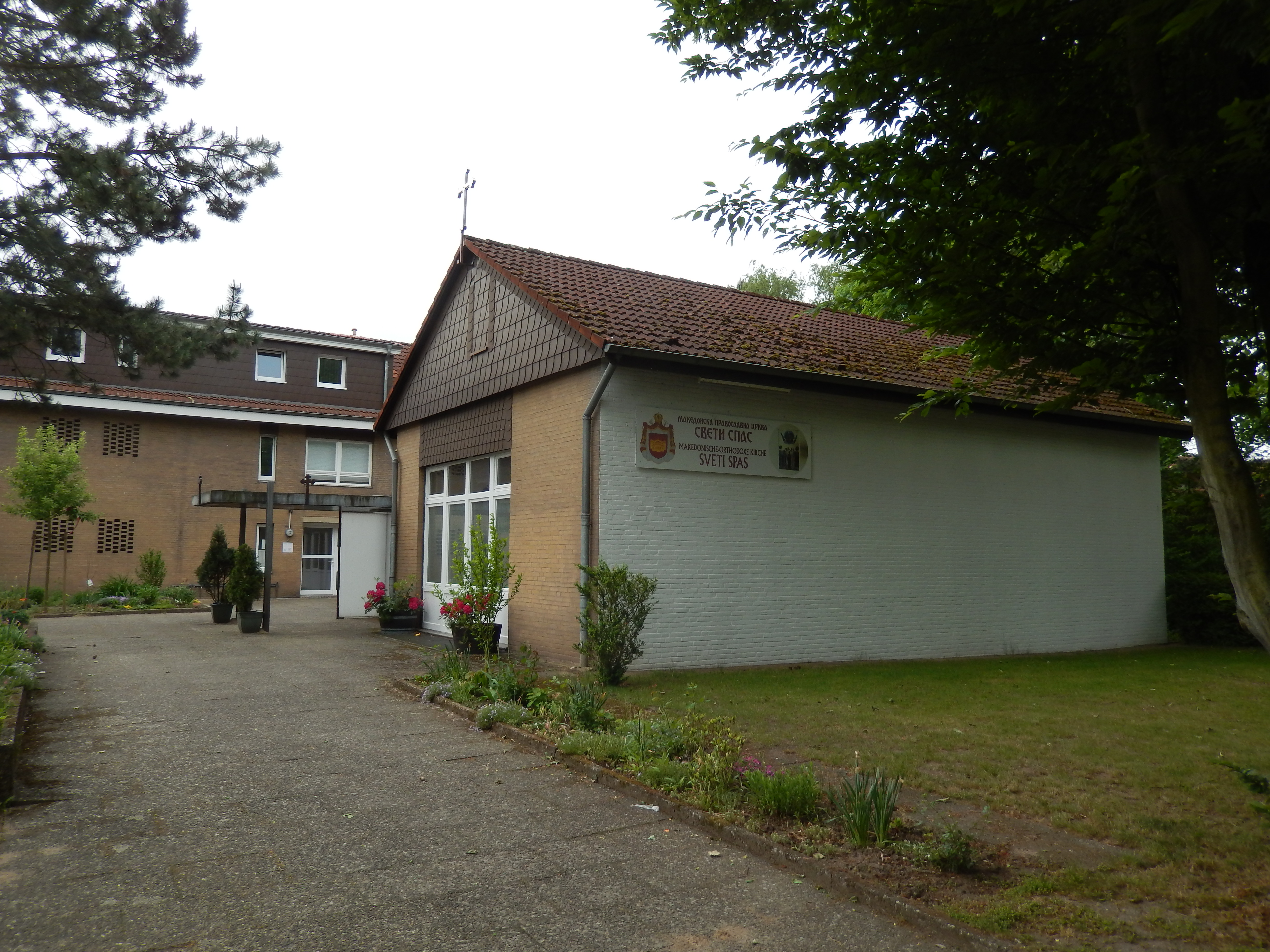
ラーツェンのマケドニア正教会

## 行政

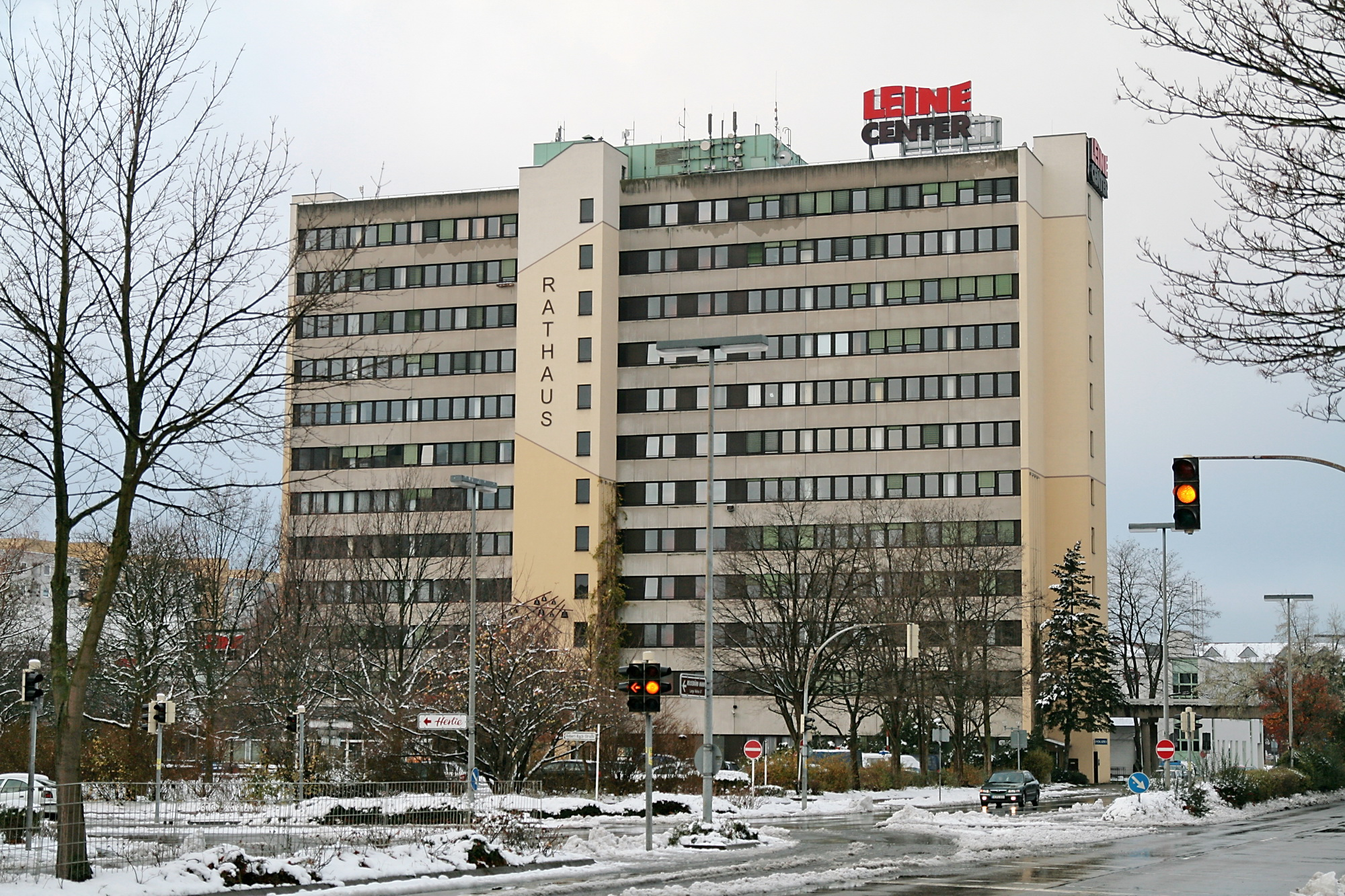
ラーツェン市庁舎

### 議会
ラーツェンの市議会は40議席からなる。議員数は、人口40,001人から50,000人の自治体の議員定数である。
議会にはこの他に市長が参加する。

### 首長
ラーツェン市の市長はカイ・エッゲルト（無所属、SPD推薦）である。彼は、2021年9月26日の決選投票で 53.67 % の支持票を獲得して対立候補のクリストフ・ドライヤー (CDU) に勝利した。この選挙の投票率は 59.39 % であった。

### 地区議会
ラーツェン市の市区には4つの地区議会があり、合計50人が議員を務めている。

### 紋章
ラーツェンの紋章デザインの経緯は明らかでない。
- この紋章は1930/31年にハノーファー州首相によって認可された[12]。
- 1974年3月1日にラーツェン市新設に関する法律により、旧ラーツェン市の紋章を引き継ぐことが定められ、1974年4月30日にハノーファーの行政管区長官の認可を得た[12]。

図柄: 上下二分割。上部は赤地に直立する金の獅子。下部は緑地に銀の波帯。
紋章の由来: 紋章上部をデザインする際、現在のラーツェン市の同名市区がハノーファーのヴュルフェルおよびデーレン市区とともに独立した3つの自治体で形成された「クライネス・フライエ」と呼ばれる司法共同体に属することを想定していた。この地域は、一方では「グローセ・グラーフシャフト」と呼ばれる地域の一部であり、1248年にラウエンローデ伯によってヴェルフ家に移譲された。ラウエンローデ伯とブラウンシュヴァイク＝リューネブルク公は、どちらも立ち上がった獅子を紋章に用いていた。ラウエンローデ伯のクライネス・フライエ支配は早くも1248年に終わっていたので、紋章をデザインする際に考慮されたのがヴェルフ家の獅子であることは間違いない。紋章下部の緑地に銀の波帯は、緑の草地を流れるライネ川で、ラーツェンの位置を表している。

### 姉妹都市
ラーツェンは以下の3市町村と姉妹都市関係にある。
- ル・グラン＝ケヴィイー（フランス、セーヌ＝マリティーム県）1966年
- ヴァイトホーフェン・アン・デア・イプス（オーストリア、ニーダーエスターライヒ州）1986年
- グビン（ポーランド語版、英語版）（ポーランド、ルブシュ県）1991年

また、1990年からブランデンブルク州グーベンとの間で友好都市協定が結ばれている。これに加えて1991年からグビンとの姉妹都市関係が締結され維持されている。グーベンは、ラウジッツァー・ナイセ川の西岸、グビン市の対岸に位置する街である。

## 文化と見どころ

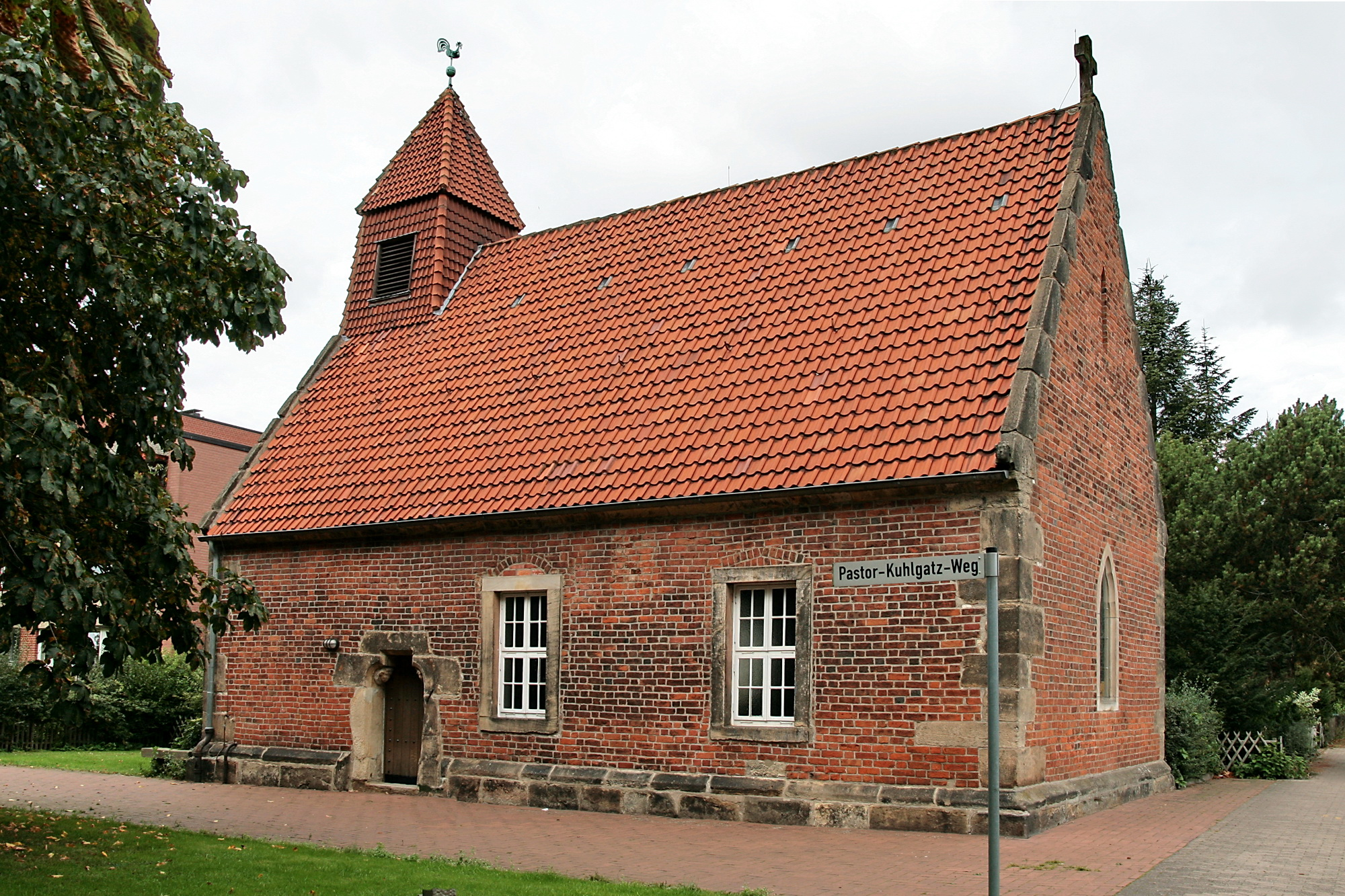
アルト＝ラーツェンの礼拝堂

### 建築
- アルト・ラーツェンのゴシック様式のレンガ造りの礼拝堂は1325年に初めて記録されている北ドイツのレンガゴシック建築で最も南にある作例とされている。第二次世界大戦で酷く損傷し、1953/54年に再建された。
- ライネ＝センター・ラーツェン（約100店舗が出店するショッピングセンター）
- パルク・デア・ジネ（Expo 2000 のプロジェクトパーク）
- グライディンゲンのトルデンシュキョルド記念碑

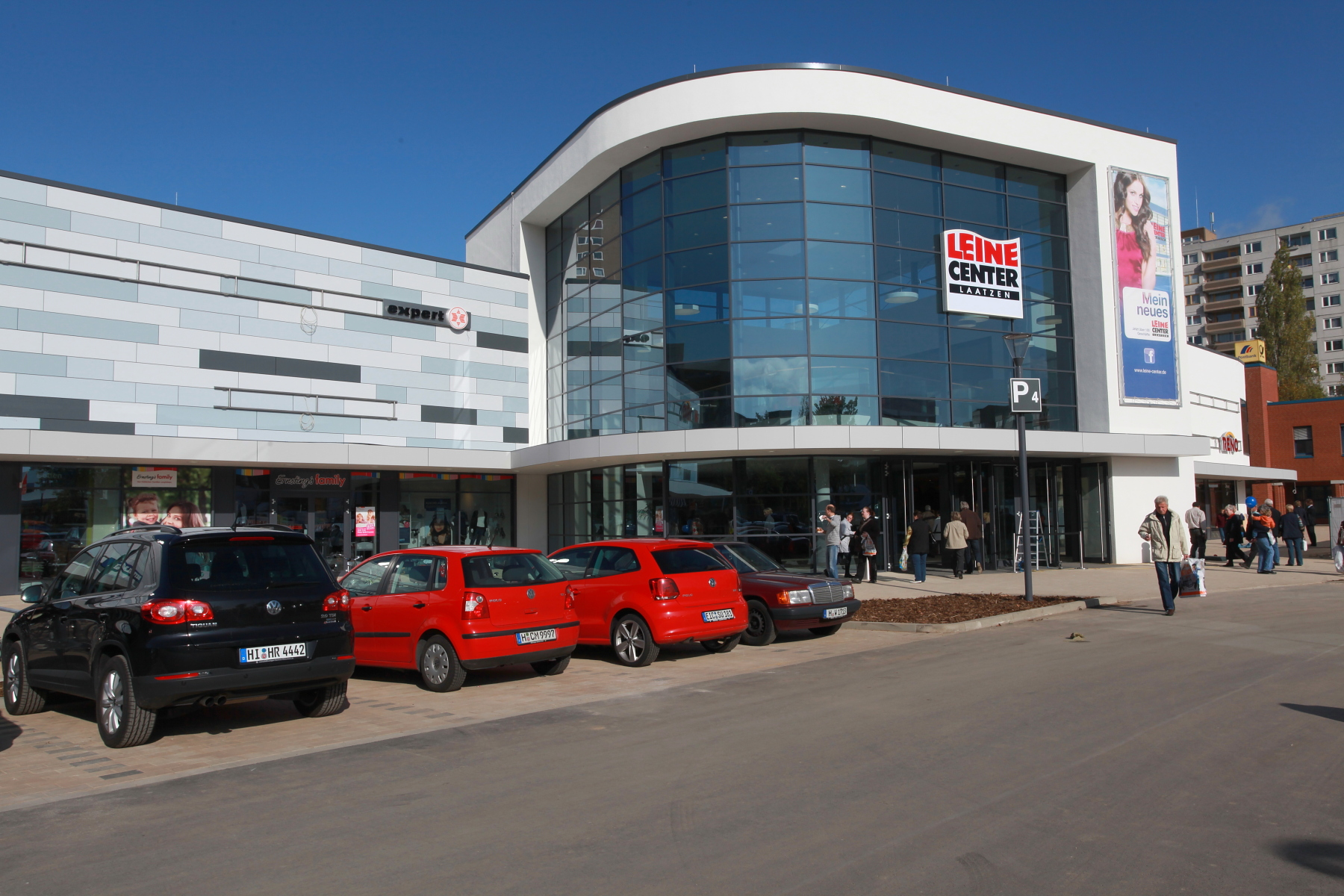
ライネ＝センター・ラーツェン
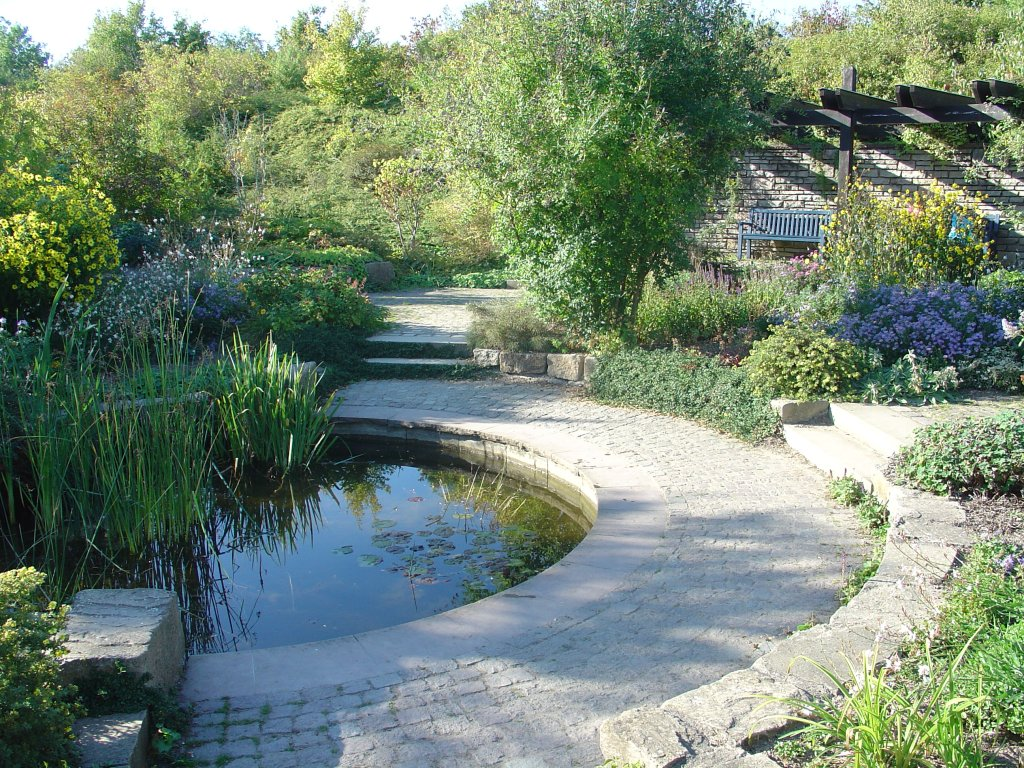
パルク・デア・ジネ

### 自然とレジャー
- ライネアウエ南部は、ライネ湖沼地の一部であり、近郊レジャー地である。また絶滅の危機に瀕した動植物の隠れ家であり、多くの渡り鳥の休息地でもある。

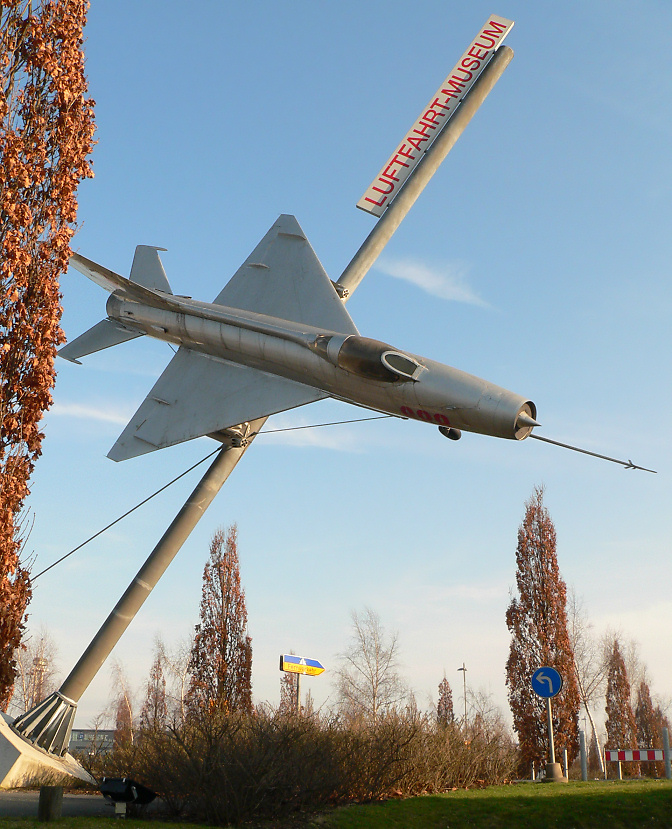
航空博物館のMiG-21

### 博物館
- 航空博物館（1783年から1965年の技術進歩に伴う航空史）

### スポーツ
- アクアラーツィウム（大きなサウナやフィットネス施設を有する市営の屋内・屋外プール）
- VfL グラスドルフ（ラーツェン最大のスポーツクラブ）
- SpVg ラーツェンの水球部門は、数十年前から 2.リーガでプレイしている。

### 年中行事
- インゲルンのワインフェスト（ホリド・インゲルン射撃クラブの敷地内）
- グラスドルフのブルネンフェスト（直訳: 泉祭）
- フェスト・デア・ジネ（パルク・デア・ジネ）
- アルト＝ラーツェンの旧役場前でのヴィンツァーフェスト（直訳: ワイン製造業者祭）
- レーテンとグライディンゲンの5月祭
- アルト＝ラーツェンのアイヒ通り祭（2年毎）
- フォルクス・ウント・シュッツェンフェスト（直訳: 民衆および射撃祭）
- インゲルン＝エッセルゼの村祭り（4月末。偶数年はインゲル、奇数年はエッセルゼで開催される）

## 経済と社会資本

### 教育
ラーツェンには、同程度の規模に分割されたいくつかの基礎課程学校の他に、アルベルト＝アインシュタイン＝シューレ、エーリヒ・ケストナー・オーバーシューレ、エーリヒ・ケストナー・ギムナジウムといった上級学校が存在する。

### 企業
ラーツェンには、ニーダーザクセン州の大部分を管轄するドイツ年金保険ブラウンシュヴァイク＝ハノーファーの本社がある。ヒルデスハイマー通り沿いに市営プール「アクアラーツィウム」やクリニークム・レギオ・ハノーファー傘下の病院 KRH アグネス・カルル・ラーツェンがある。ジーメンスは1988年に支社をハノーファーからこの街に移転させた。
ショッピングセンター「ライネ＝センター」は、ラーツェン＝ミッテの中心にあり、ハノーファー広域連合南部の顧客を引き寄せている。多くの流通企業がラーツェンに拠点をおいている。1917年に設立されたサービス系企業プルーラル・サーヴィスプールもこの街にある。製造業者では、アヴェンティクス GmbH（空気圧搾機など）が700人以上を雇用している。

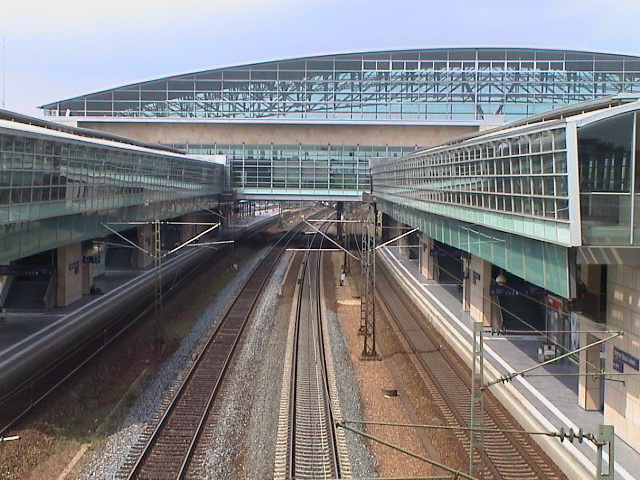
ハノーファー・メッセ/ラーツェン駅

### 交通
ラーツェンにはハノーファー・メッセ/ラーツェン駅がある。ここにはハノーファーSバーン S4号線（ベネミューレン - ハノーファー中央駅 - ヒルデスハイム中央駅）の列車が定期的に発着する。CeBITなどの大規模なメッセの際には、普段は通過する広域列車や近郊列車もこの駅に停車する。この駅はハノーファー国際見本市会場を開発するためにも利用されている。レーテン地区にはもう1つのSバーンの駅がある。
| 路線名 | 行程 | 運行間隔 |
| ------ | --- | -------- |
| S4     | ヒルデスハイム - エンメルケ - バルンテン - ザールシュテット - レーテン (ライネ) - ハノーファー・メッセ/ラーツェン - ハノーファー・ビスマルクシュトラーセ - ハノーファー中央駅 - ハノーファー＝ノルトシュタット - ハノーファー＝レーデブルク - ハノーファー＝フィンホルスト - ランゲンハーゲン＝ミッテ - ランゲンハーゲン・プフェルデマルクト - ランゲンハーゲン＝カルテンヴァイデ - ビッセンドルフ - メレンドルフ - ベネミューレン | 60分     |

シュタットバーン・ハノーファーは、2つの路線がラーツェンを南北に貫いている。1号線（ランゲンハーゲン - ハノーファー中央駅 - ラーツェン - ザールシュテット）は、エーリヒ＝パニッツ通りでラーツェン＝ミッテを通る。2号線（アルテ・ハイデ - ハノーファー中央駅 - ラーツェン - レーテン）は、ヒルデスハイマー通りでグラスドルフを通っている。
| 路線名 | 行程 | 運行間隔 |
| ------ | --- | --- |
| 1      | ランゲンハーゲン - ベルリナー・プラッツ - ニーダーザクセンリング - 中央駅 - クレプケ - エギディエントーアプラッツ - ラーツェン/アイヒシュトラーセ (バーンホーフ) - ラーツェン/ツェントルム - ラーツェン - レーテン/ノルト - グライディンゲン - ザールシュテット                                 | 10分（ランゲンハーゲン - ラーツェン間、平日） 15分（ランゲンハーゲン - ラーツェン間、日祝日） 20分（ラーツェン - ザールシュテット間、平日） 30分（ラーツェン - ザールシュテット間、日祝日） |
| 2      | アルテ・ハイデ - バーンシュトリフト - ファーレンハイダー・マルクト - ニーダーザクセンリング - 中央駅 - クレプケ - エギディエントーアプラッツ - パイナー・シュトラーセ - ラーツェン/アイヒシュトラーセ (バーンホーフ) - ラーツェン/アクアラーツィウム - ラーツェン/ギンスターヴェーク - レーテン | 20分（平日） 15分（日祝日） |

この他に多くのバス路線によって近隣市町村と結ばれている。

## 人物

### 出身者
- ゲルハルト・シューレンブルク（ドイツ語版、英語版）（1926年 - 2013年）サッカー審判員。
- ヘルガ・ヘニング（ドイツ語版、英語版）（1937年 - 2018年）陸上競技選手。
- マルツェル・ハルステンベルク（1991年 - ）サッカー選手。

### ゆかりの人物
- ゲオルク・ディーデリヒス（ドイツ語版、英語版）（1900年 - 1983年）政治家。ニーダーザクセン州首相。ラーツェンで亡くなった。
- ハインツ＝ギュンター・ボンガルツ（ドイツ語版）（1955年 - ）ヒルデスハイム補佐司教。ラーツェンの司祭を務めた。

## 関連図書
- Albert-Einstein-Schule Laatzen, ed (1995). Laatzener Geschichten. Zusammengetragen von Schülern der Albert-Einstein-Schule Laatzen. Laatzen
- Jörg Dornieden et al. (2018). Stadt Laatzen. ed. Einst und jetzt: 50 Jahre Stadtrecht Laatzen. Laatzen